# Schweizerdegen
Schweizerdegen sind gelernte Buchdrucker und Schriftsetzer in einer Person.

## Etymologie
Heinrich Klenz schreibt darüber: »Schweizerdegen, sprüchwortsweise nennt man diejenigen also, welche mehr als eins erlernet, da man sie zu mehreren gebrauchen kann. Wie man von der Schweizer ihren Degen auch sagt: daß sie beyderley Art können gebraucht werden.« (gemeint ist wohl als Hieb- ebenso wie als Stichwaffe bzw. als Schwert ebenso wie als Dolch). – Die alten Schweizerdegen, also Reisläufer, kämpften für jeden, der sie bezahlte; sie waren für jeden Kriegsherren zu gebrauchen. Der Schweizerdegen der Schwarzen Kunst ist ein Mann der sowohl setzen als auch drucken und demnach auf beiderlei Art gebraucht werden kann.
Unter Druckern verbreitet ist die scherzhafte Bemerkung: „Ein Schweizerdegen ist ein Mann, der weder drucken noch setzen kann.“